# Franz Adler (Politiker)

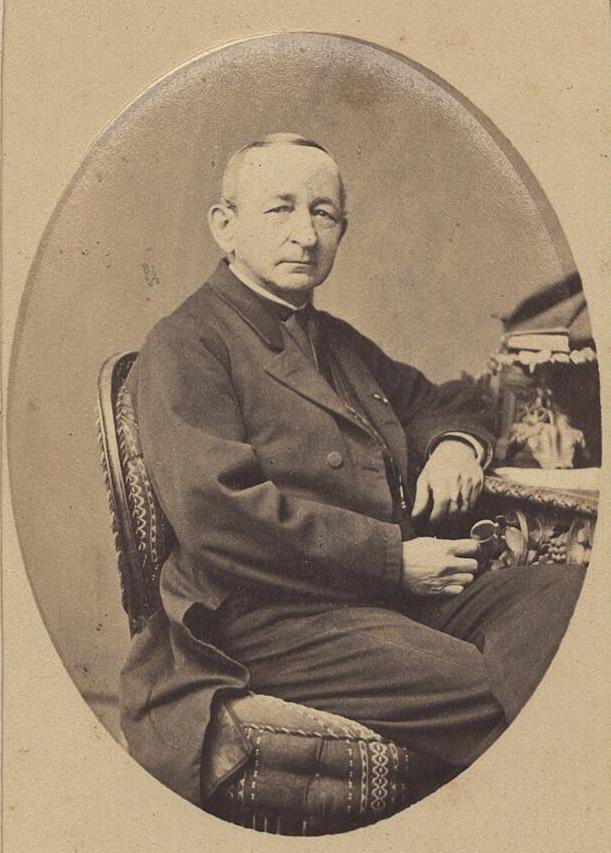
Franz Adler

Franz Adler (* um 1814; † 2. Juli 1884 in Plohn) war ein deutscher Rittergutsbesitzer und konservativer Politiker.

## Leben und Wirken
Der Sohn des Gutsbesitzers Gottlob Friedrich Adler besaß die Rittergüter Obergöltzsch und Plohn oberer Anteil, zu denen 395 Hektar Landbesitz gehörten. Er übte das Amt des Friedensrichters aus. Von 1863 bis 1869 war er als Vertreter der Rittergutsbesitzer des Vogtländischen Kreises Abgeordneter in der II. Kammer des Sächsischen Landtags, nach der Wahlrechtsreform von 1868 vertrat er von 1869 bis 1877 den 41. ländlichen Wahlkreis.
Weiterhin gehörte er von 1865 bis zu seinem Tod dem Verwaltungsrat des Landwirtschaftlichen Kreditvereins im Königreich Sachsen an und war 1878 bis 1883 gewähltes Mitglied im Landeskulturrat.
Adler war evangelisch-lutherisch und stiftete Gelder zum Bau und Einrichtung der 1861 eingeweihten Kirche in Plohn.